# Dmitri Sergheevici Anicikov
Dmitri Sergheevici Anicikov (în rusă Дмитрий Сергеевич Аничков, 1733 - 1788) a fost un matematician și filozof rus.
A fost profesor de matematică la Universitatea din Moscova și a scris mai multe lucrări de profil, printre care Курс чистой математики (Kurs cistoi matematikii, Curs de matematici pure).
Aceasta a apărut în patru volume în perioada 1765 - 1787 și cuprinde secțiunile: aritmetică, geometrie, trigonometrie teoretică și practică, algebră.
A mai scris și alte lucrări în rusă și latină, între care și o aritmetică, în care a fost influențat de Christian Wolff.
În ceea ce privește contribuțiile în domeniul filozofiei, în lucrarea sa de doctorat, expusă în 1769, se ocupă de problema apariției și evoluției credințelor religioase.
Lucrarea, în care se resimt influențele Iluminismului, a stârnit un puternic ecou în lumea științifică, dar a fost primită cu ostilitate de cercurile clerului, care o acuzau de faptul că ar promova ateismul.
1. ↑  Pedagogi i psihologi mira
2. ↑  Slovar russkih pisatelei XVIII veka. Vîpusk 1: A—I[*] Verificați valoarea |titlelink= (ajutor)